# Muhammad Abu l-Qasim az-Zuwai
Muhammad Abu l-Qasim az-Zuwai (arabisch محمد أبو القاسم الزوي, DMG Muḥammad Abū l-Qāsim az-Zuwayy; auch Muhammad Abul-Quasim al-Zwai; * 14. Mai 1952) ist ein libyscher Politiker.
Der persönliche Freund Muammar al-Gaddafis wurde 2001 wurde Botschafter Libyens in London. Als Nachfolger von Mubarak Abdallah asch-Schamich war er vom 26. Januar 2010 bis zum 23. August 2011 Generalsekretär des Allgemeinen Volkskongresses Libyens und damit de jure Staatsoberhaupt des Landes.
 Nach der Eroberung der Hauptstadt Tripolis durch die Truppen des Nationalen Übergangsrates im August 2011 im Zuge des Libyschen Bürgerkrieges wurde as-Zuwai am 8. September von Rebellen festgenommen.